# Piai
Piai (Pia, Piai'ima), U nekim tradicijama Indijanaca Carib, Piai je brat blizanac boga Makunaima. Za njih se kaže da su sinovi Sunca. Piai je otac medicine, a njegovo ime u mnogim karipskim jezicima znači "vrač".